# Museon Arlaten - musée de Provence
 (août 2021).
Le Museon Arlaten - musée de Provence (provençal pour « Musée arlésien ») est un musée de société, historiquement consacré à l'ethnographie de la Provence. Il se situe au centre d'Arles, au 29, rue de la République, dans l'ancien hôtel particulier Laval-Castellane et contient des collections représentatives des arts, de l'ethnologie et de l'histoire du pays d'Arles.
Fermé pour cause de travaux depuis le 25 octobre 2009, le musée a rouvert le 19 mai 2021.

## Histoire

### Fondation
Le musée est fondé par Frédéric Mistral en 1896, alors que l'ethnographie s'intéresse aux régions d'Europe laissées hors du progrès. Avec l'aide du docteur Émile Marignan, il rédige un manuel de collecte et voit les dons affluer. Le premier musée ouvre en 1899, les collections sont données au département des Bouches-du-Rhône. Le musée est alors géré par le Comité du Museon Arlaten, présidé alors par Frédéric Mistral.

### XXesiècle
En 1904, grâce à l'argent qu'il a reçu pour le prix Nobel de littérature, Mistral installe le musée dans l'hôtel de Laval-Castellane, alors collège d'Arles (collège des Jésuites). Les bâtiments seront, par la suite, classés au titre des monuments historiques à de multiples reprises (ruine du temple en 1905, anciens bâtiments en 1907, chapelle en 1921, bâtiment du XVIIIe siècle en 1944).
En 1909, Jean Granaud inaugure le nouveau Museon Arlaten.
Après la mort de Mistral en 1914, le musée reste géré par le Comité du Museon Arlaten, puis, dans les années 1930, Fernand Benoit en devient conservateur.
En 1999, à l’occasion de son centenaire, le musée devient musée départemental, transféré auprès du département des Bouches-du-Rhône, dans le cadre d’une convention avec le comité du Museon Arlaten.

### XXIesiècle

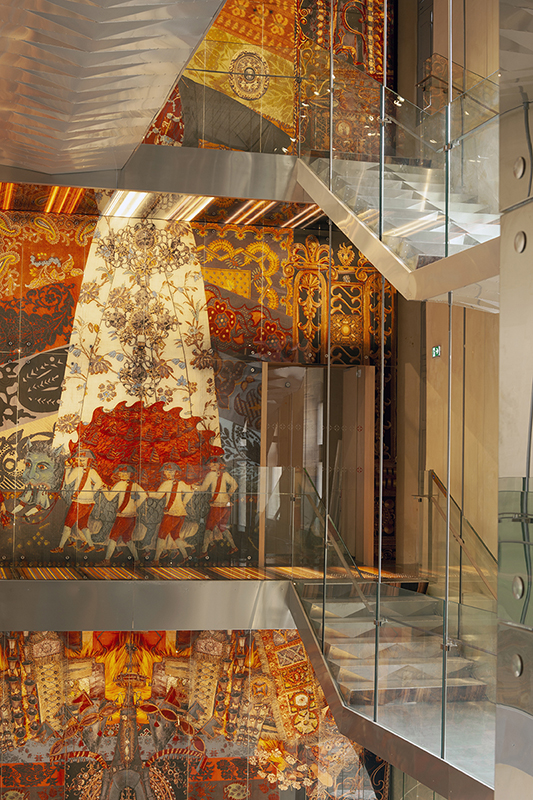
Vue du grand escalier (architecte M. Bertreux) habillé par Christian Lacroix.

Décidée en 2006, la rénovation, financée par le conseil départemental des Bouches-du-Rhône à hauteur de 22,5 millions d'euros, a commencé par l'extension des surfaces muséales : acquisitions de la chapelle des Jésuites contigüe pour la consacrer aux expositions temporaires, ainsi qu’une partie de l’Atelier des Roues, au cœur des anciens ateliers SNCF de la ville, réhabilité pour devenir le cœur technique de conservation du musée et abriter sur 2000 m² le CERCO (Centre d’étude, de restauration et de conservation des œuvres), fonctionnel depuis 2011,. Il s'est ensuivi une restauration complète des bâtiments, accompagnée d'un réaménagement muséographique débouchant sur une refonte du parcours ; ainsi, l’exposition permanente est découpée en cinq séquences allant de la fin du XIXe siècle au début du XXIe siècle. Une sixième section est consacrée aux expositions temporaires. Cette rénovation a été dirigée par l'architecte Michel Bertreux(agence Tétrarc) en collaboration avec Pascal Prunet, architecte en chef des monuments historiques, et du créateur Christian Lacroix
À partir de 2004, le musée expérimente une nouvelle génération d'audio-guide multimédia avec des images agrégées, puisées en dehors du musée pour élargir le commentaire, par exemple, celle de la Vénus d'Arles pour évoquer la beauté des Arlésiennes ou la gravure de la foire de Beaucaire pour présenter les bijoux et colifichets arlésiens traditionnels.
Après onze ans de fermeture et malgré la crise sanitaire, le Museon Arlaten-musée de Provence a rouvert ses portes le 19 mai 2021,.
Le programme « Hors les murs » aura permis de faire vivre les collections du musée pendant le chantier par le biais d'expositions, de concerts, d'ateliers et de conférences.

## Collections
- Costumes provençaux du XVIIIe au XXe siècle.
- Rites et légendes.
- La salle du Rhône.
- Métiers de la campagne.
- Dioramas[15]
  - Claude-André Férigoule : La Veillée Calendale, La Visite à l'Accouchée, L'Atelier de la Couturière, L’Arlésienne en prière dite Pregarello, représentations grandeur nature de scènes de la vie provençale aux XVIIIe et XIXe siècles.
- Peintres
  - Antoine Raspal : Portrait de dame, Laveuse au pont de l'Observance
  - Léo Lelée : environ mille œuvres de l'artiste, acquises par une donation
- Photographe
  - Dominique Roman : photographies des années 1860-1890 ; en 1898, premier lot de 48 photographies, complété en 1901 et 1905 par de nouveaux dons.

Photographies des collections
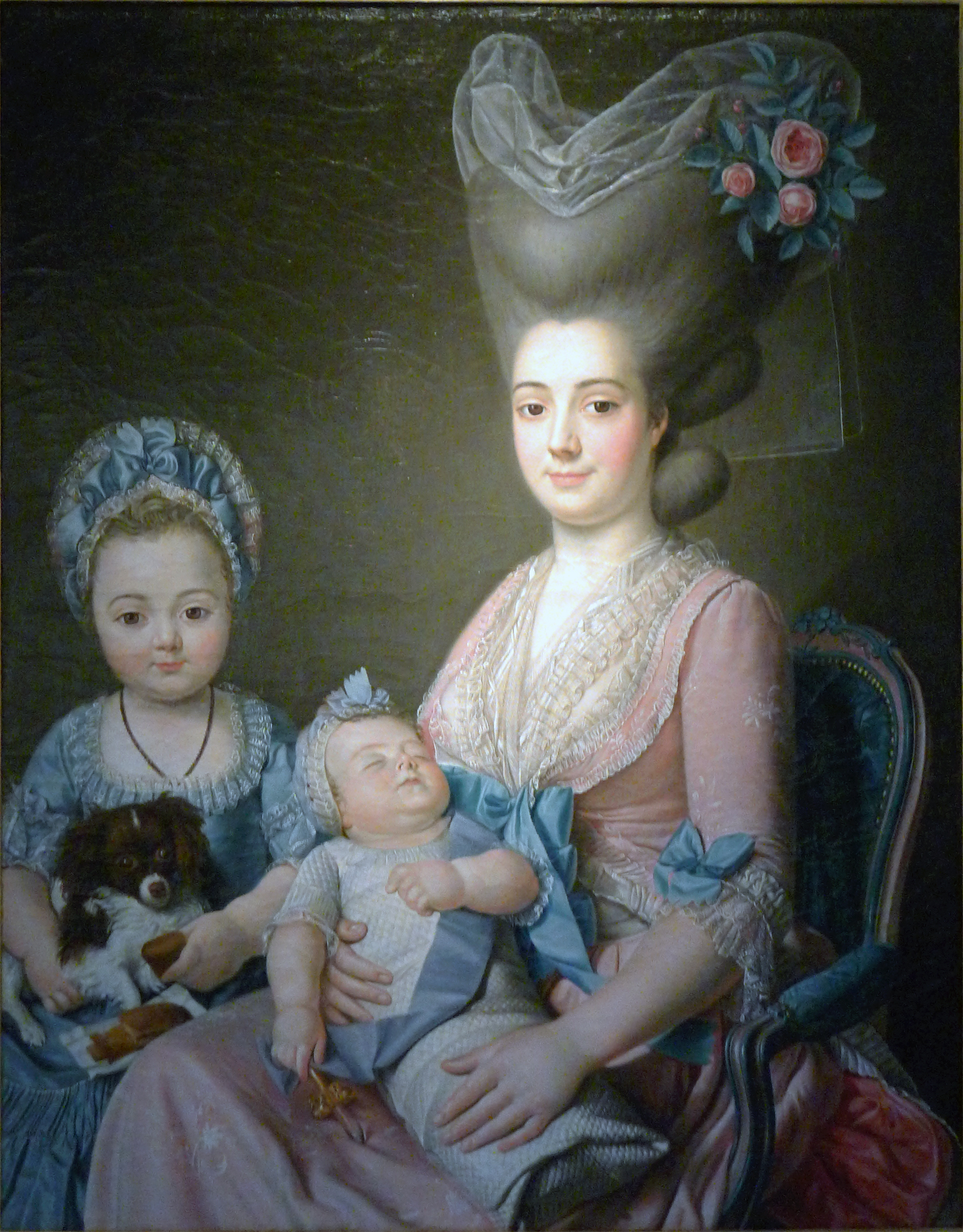
Portrait de Mme de Privat et ses filles - Antoine Raspal, vers 1775-1780.
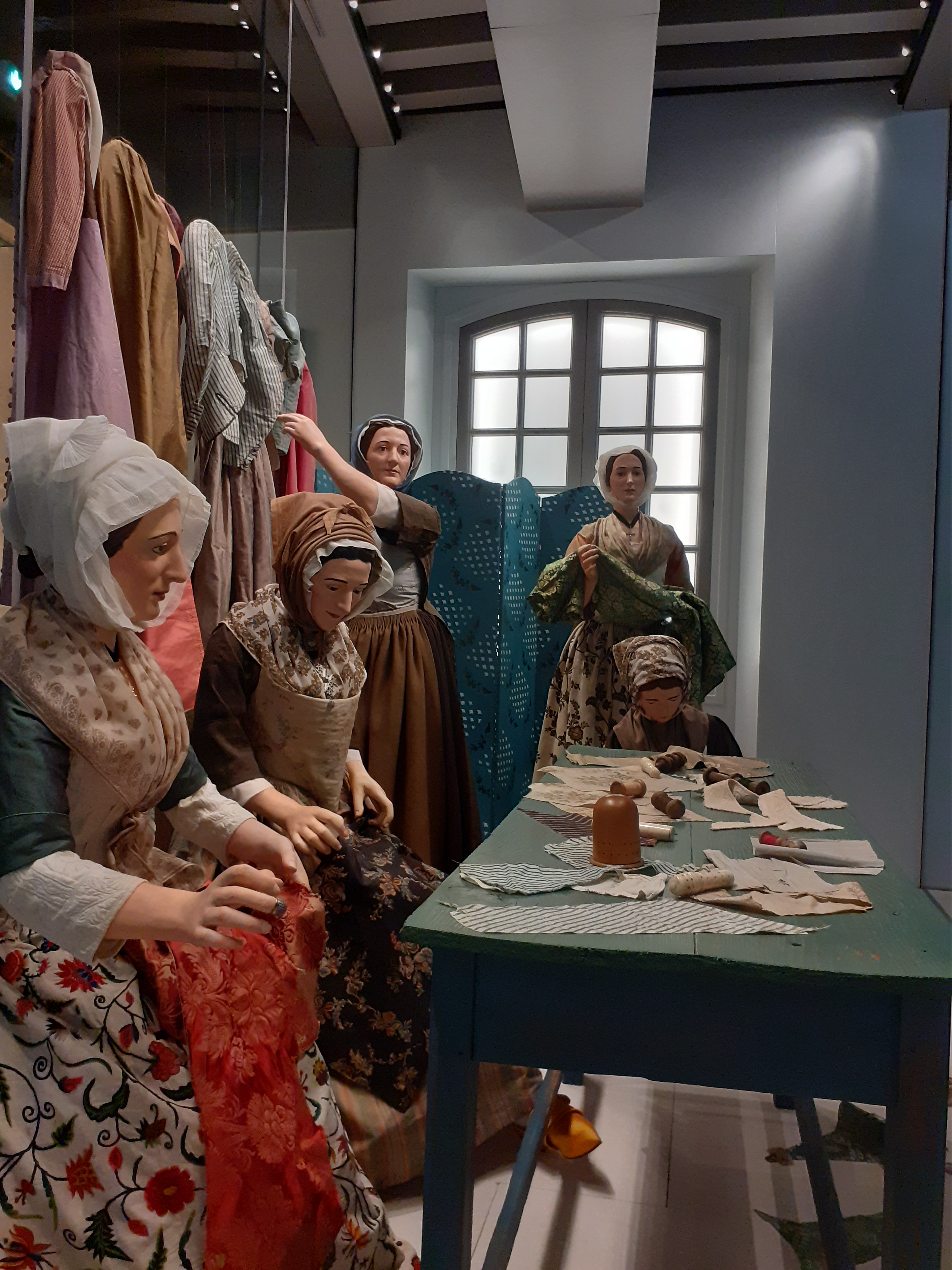
Diorama de l'Atelier des Couturières basée sur un tableau d'Antoine Raspal conservé au Musée Réattu.
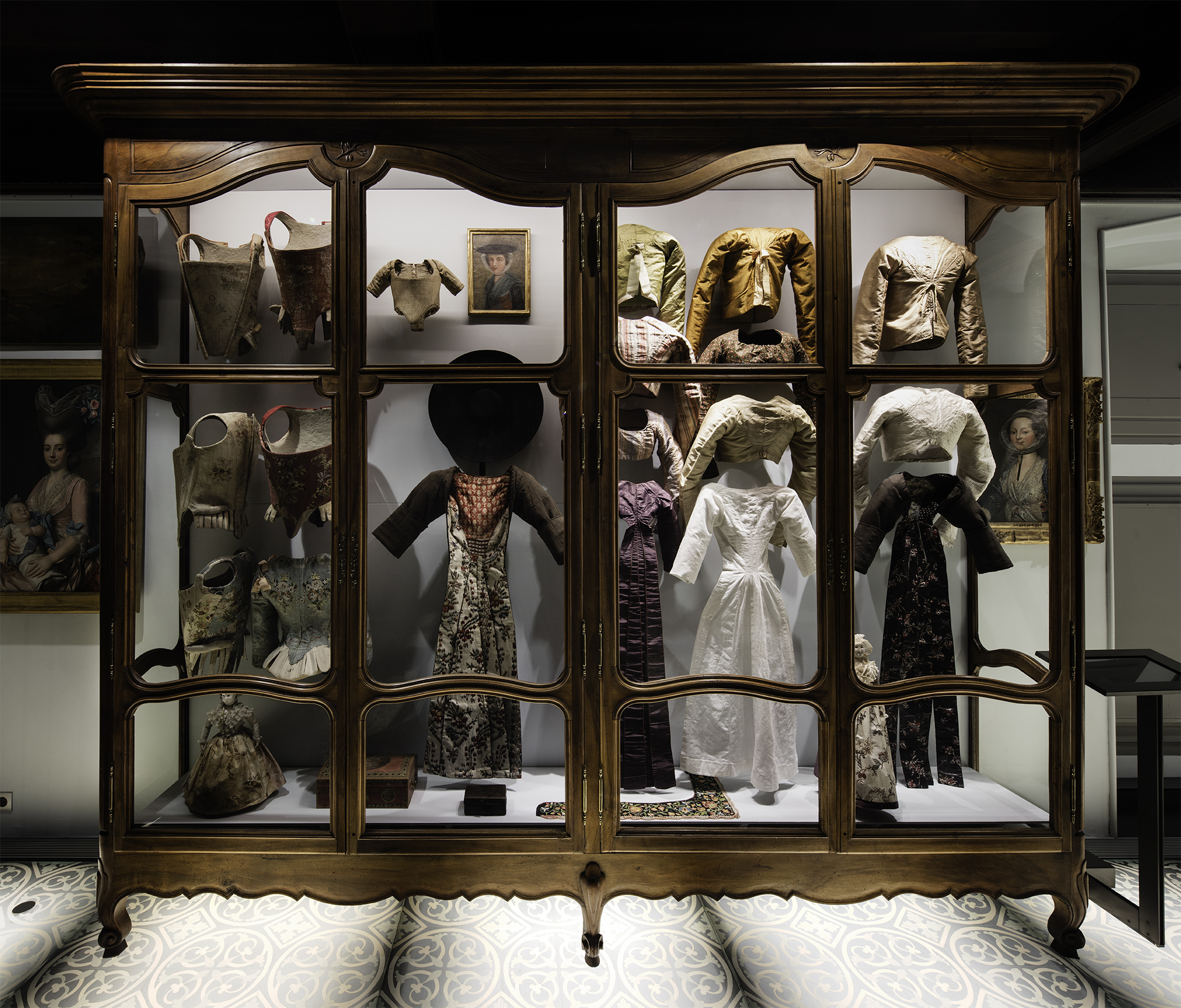
La collection de droulets, le vêtement emblématique du costume de l'arlésienne
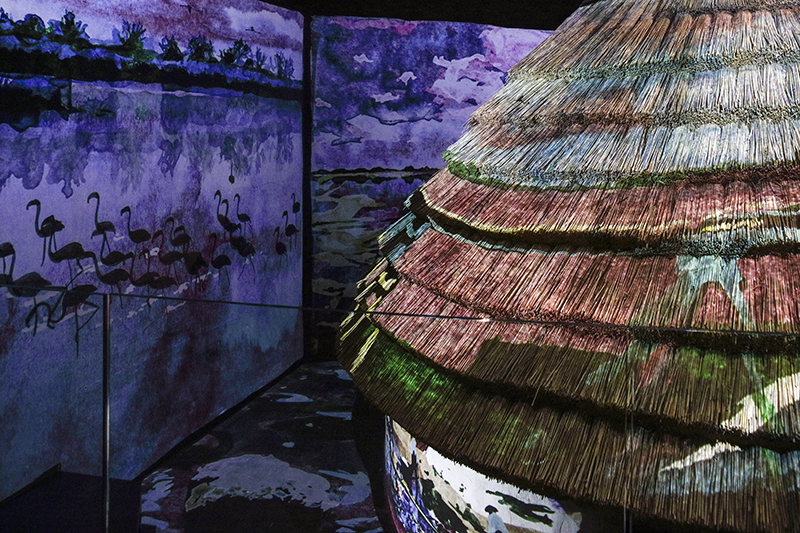
La cabane camarguaise (habillage numérique par Cinémagraphic).
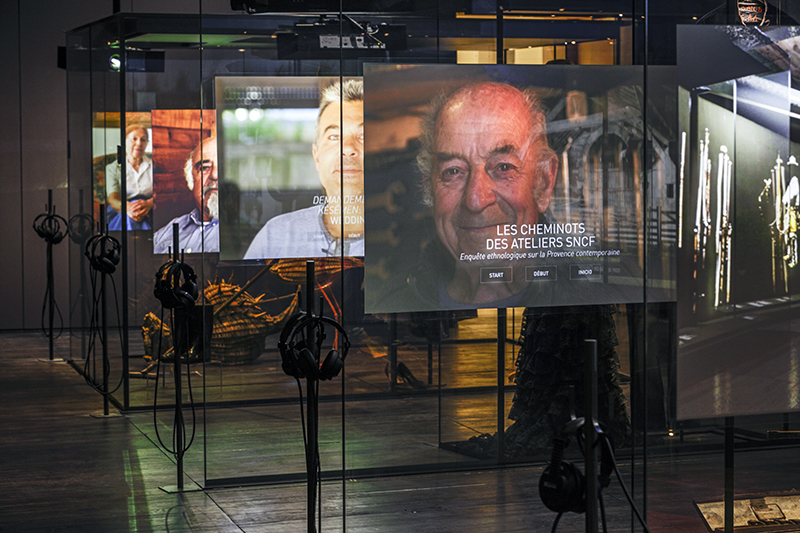
Exposition